# Cafeteros Pro
Cafeteros Pro es una franquicia profesional de rugby, la primera en la historia de Colombia, que participó en la Súper Liga Americana de Rugby (actual Súper Rugby Américas), máxima competición de rugby profesional en América del Sur.
Cafeteros participó en la SLAR durante dos temporadas, alcanzando las semifinales en 2022. Actualmente no participa en ningún torneo, con la Federación Colombiana de Rugby manteniendo la marca a través de sus programas de desarrollo y entablando relaciones con otras franquicias en el torneo.

## Historia

### Creación (2019)
Cafeteros Pro fue presentado oficialmente el 29 de noviembre de 2019, durante el lanzamiento oficial de la Súper Liga Americana de Rugby (SLAR). La franquicia, bajo el control de la Federación Colombiana de Rugby, sería el único representante colombiano en el torneo y a pesar de no estar incluido en la temporada inaugural, fue presentado junto al resto de las franquicias. La franquicia fue creada dentro del lineamiento del "Plan 2020-2031", proyecto que tiene como objetivo la clasificación de Colombia a la Copa Mundial de Rugby de 2031.
La SLAR, organizada por Sudamérica Rugby y con apoyo económico de World Rugby, tuvo como objetivo profesionalizar el deporte en la región, elevando el nivel de competencia de los países involucrados y apoyando el desarrollo de las selecciones nacionales sudamericanas. El torneo usaría el sistema de franquicias, con los equipos funcionando como clubes capaces de contratar jugadores extranjeros pero actuando de forma independiente al sistema de clubes de cada país. Debido a esto, las equipos estarían compuestos principalmente por los mejores jugadores de clubes locales, siendo similares a sus respectivos seleccionados nacionales.
El 22 de enero de 2020, el fixture para la temporada inaugural del torneo fue confirmada por Sudamérica Rugby, el cual incluía la participación de Cafeteros, jugando el Challenge Trophy contra el último clasificado de la temporada regular en una serie a ida y vuelta. Esta inclusión de forma reducida serviría de preparación para el ingreso de Cafeteros al torneo en 2021.

### Debut interrumpido (2020)
La temporada inaugural del torneo se vio interrumpida por el impacto de la pandemia de COVID-19 en la región, disputándose solamente tres partidos antes de que la liga y los equipos decidieran suspender el torneo de forma definitiva el 17 de marzo de 2020. Debido a que Cafeteros debía jugar dos partidos contra el último clasificado al finalizar la temporada regular, su debut en el torneo no se llegó a dar.
En noviembre de 2020 la Federación Colombiana de Rugby reformó su estatuto, dando lugar al profesionalismo y confirmando la incorporación plena de Cafeteros Pro a la SLAR 2021. Anabel Pineda, administradora deportiva con vínculos al baloncesto colombiano, fue nombrada como la gerente de la franquicia.

### SLAR (2021-2022)
En 2021 y 2022, la SLAR se llevó a cabo en su totalidad, pero debido a la persistencia de la situación epidemiológica, todo los partidos se jugaron en "burbujas sanitarias" y sin público. Debido a esto, Cafeteros Pro nunca llegó a jugar un partido de local de forma oficial.
En 2021, el plantel es compuesto por 20 jugadores colombianos y 10 refuerzos argentinos, siendo dirigidos por el argentino Rodolfo Ambrosio. De los 20 jugadores colombianos en el plantel, 17 provenían de Medellín, con los tres restantes siendo de Bogotá, Risaralda y Bucaramanga. Cafeteros finalizó la temporada en la última posición.
En 2022, la Federación Colombiana de Rugby estableció una alianza estratégica con la Unión Argentina de Rugby y Sudamérica Rugby, cediendo parte del control de Cafeteros a la UAR con el objetivo de fomentar el desarrollo de rugby profesional en Colombia y estabilizar el aspecto financiero. El nuevo plantel pasaría a estar compuesto por 10 jugadores colombianos y 20 refuerzos argentinos, dirigidos por un nuevo head coach, Nicolás Galatro. Cafeteros finalizó la temporada en la 4.º posición sobre las franquicias de Paraguay y Brasil, clasificando a semifinales y cayendo ante los campeones, Peñarol Rugby.

### Súper Rugby Américas (2023-actualidad)
En 2023, la SLAR pasó a ser conocida como el Súper Rugby Américas, trayendo consigo una serie de cambios que incluyó la salida de Cafeteros del torneo. Esta partida se dio por motivos políticos y económicos, principalmente ante la dificultad de encontrar patrocinadores para apoyar el proyecto, resultando inviable continuar sosteniendo la franquicia sin partidos de local y siendo geográficamente aislada de los demás equipos.
A pesar de esto, la Federación Colombiana de Rugby llegó a un acuerdo con otras franquicias para la incorporación de ciertos jugadores colombianos a sus equipos bajo la marca Cafeteros, manteniendo la franquicia con vida y el programa de Alto Rendimiento. El acuerdo llevó a cabo con Cobras, Yacare y Raptors, las franquicias de Brasil, Paraguay y Estados Unidos, respectivamente, las cuales llevaron el escudo de Cafeteros en sus camisetas. En 2024, este programa se llevó a cabo nuevamente, esta vez en menor medida, contando con sólo 6 jugadores colombianos en el torneo. En 2025, ningún jugador colombiano participó del torneo, ya que las demás franquicias priorizaron el desarrollo de sus propios jugadores como preparación para las eliminatorias sudamericanas rumbo a la Copa Mundial de Rugby de 2027.

## Participaciones
Al ser un equipo que participa de un torneo cerrado de franquicias profesionales, Cafeteros solamente compitió de forma oficial en la Súper Liga Americana de Rugby. En 2020, el torneo se suspendió antes de comenzar su participación.
| Temporada | PJ | PG | PE | PP | AF  | AC  | Dif. | Reg.  | Pts. | Clasificación final  |
| --------- | -- | -- | -- | -- | --- | --- | ---- | ----- | ---- | -------------------- |
| 2020      | 0  | 0  | 0  | 0  | 0   | 0   | + 0  | Susp. | 0    | Temporada suspendida |
| 2021      | 10 | 0  | 0  | 10 | 167 | 429 | -262 | 6.º   | 5    | Último (6.º)         |
| 2022      | 10 | 4  | 0  | 6  | 168 | 295 | -127 | 4.º   | 20   | Semifinalista (4.º)  |

## Plantel

### Temporada 2022
En su última temporada, el equipo tuvo un presupuesto de US$ 330 000 y fue reforzada por jugadores argentinos.
Entrenador:  Rodolfo Ambrosio
Forwards
- Agustín Acosta
- Javier Corvalán
- Felipe Puertas
- Lautaro Simes
- Ramiro Tallone
- Tomas García
- Aníbal Panceyra
- John Carlos Álvarez
- Jorge Álvarez
- Danny Giraldo
- Diver Ceballos
- Juan David Herrera
- Alejandro Navarro
- Gerson Ortiz
- Brayhan Pérez
- Yani Pérez
- Diego Posada
- Freyder Velandia
- Sebastián Zapata

Backs
- Facundo Ferrario
- Nicolás Roger
- Facundo Pueyrredón
- Gonzalo García
- Andrés Álvarez
- Oscar Forero
- Álvaro Gamarra
- Jualian Navarro
- Alexander Ortiz
- Cristian Rodallegas
- Jhon Arley Urrutia

## Resultados contra sus rivales
- Actualizado a últimos partidos disputados al 20 de mayo de 2022

| Oponente         | Jugados | Ganados | Empatados | Perdidos | % de victorias | Mejor resultado |
| ---------------- | ------- | ------- | --------- | -------- | -------------- | --------------- |
| Cobras Brasil XV | 4       | 2       | 0         | 2        | 50.0%          | 29-18           |
| Jaguares XV      | 4       | 0       | 0         | 4        | 0.0%           | 17-26           |
| Olimpia Lions    | 4       | 2       | 0         | 2        | 50.0%          | 16-12           |
| Peñarol Rugby    | 5       | 0       | 0         | 5        | 0.0%           | 13-14           |
| Selknam Rugby    | 4       | 0       | 0         | 4        | 0.0%           | 19-20           |
| Total            | 21      | 4       | 0         | 17       | 19.04%         | -               |